# Massalongia altaica
Massalongia altaica är en tvåvingeart som beskrevs av Fedotova 1990. Massalongia altaica ingår i släktet Massalongia och familjen gallmyggor.
Artens utbredningsområde är Kazakstan. Inga underarter finns listade i Catalogue of Life.